# Ерозія

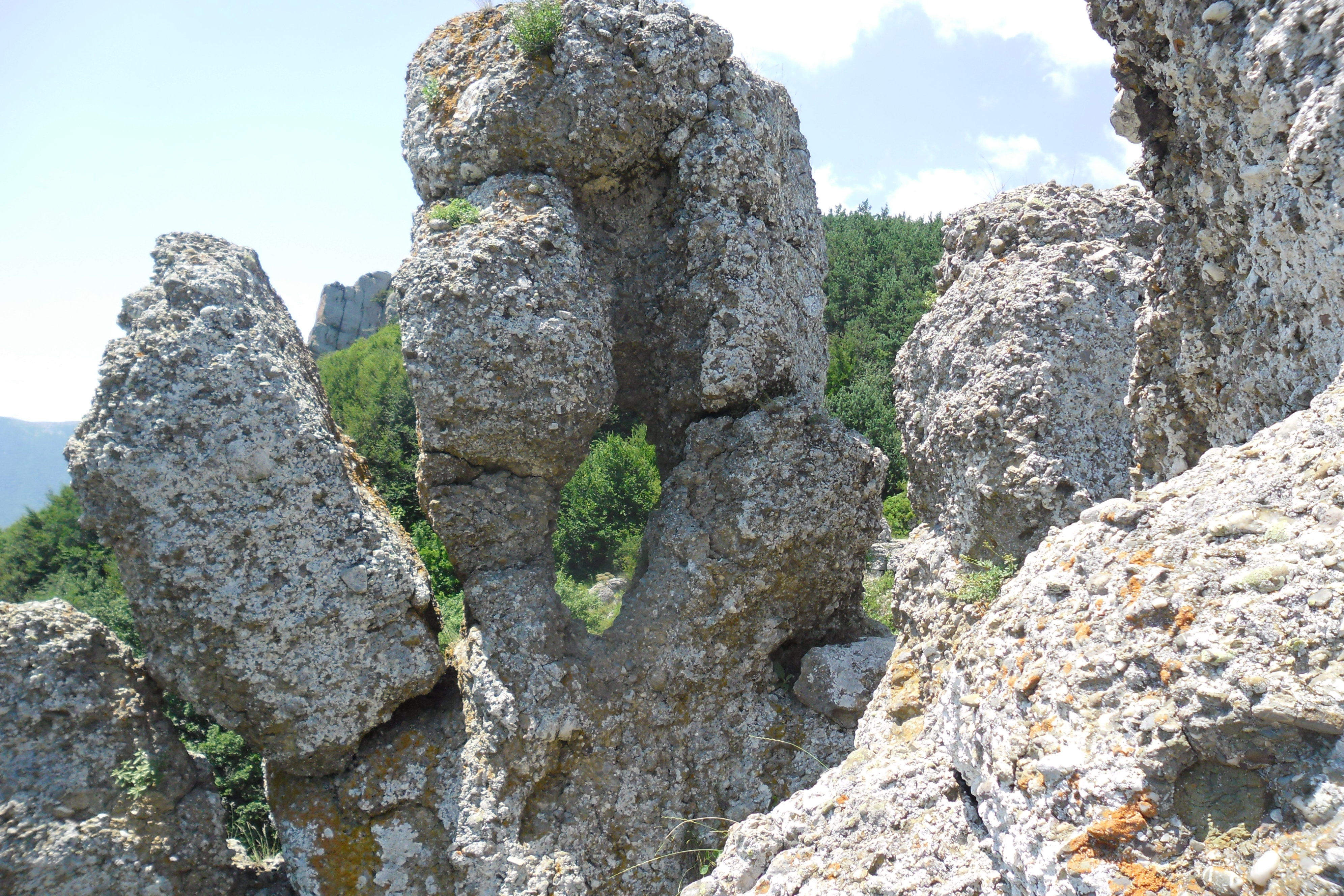
Ерозія осадових порід Кримських гір.

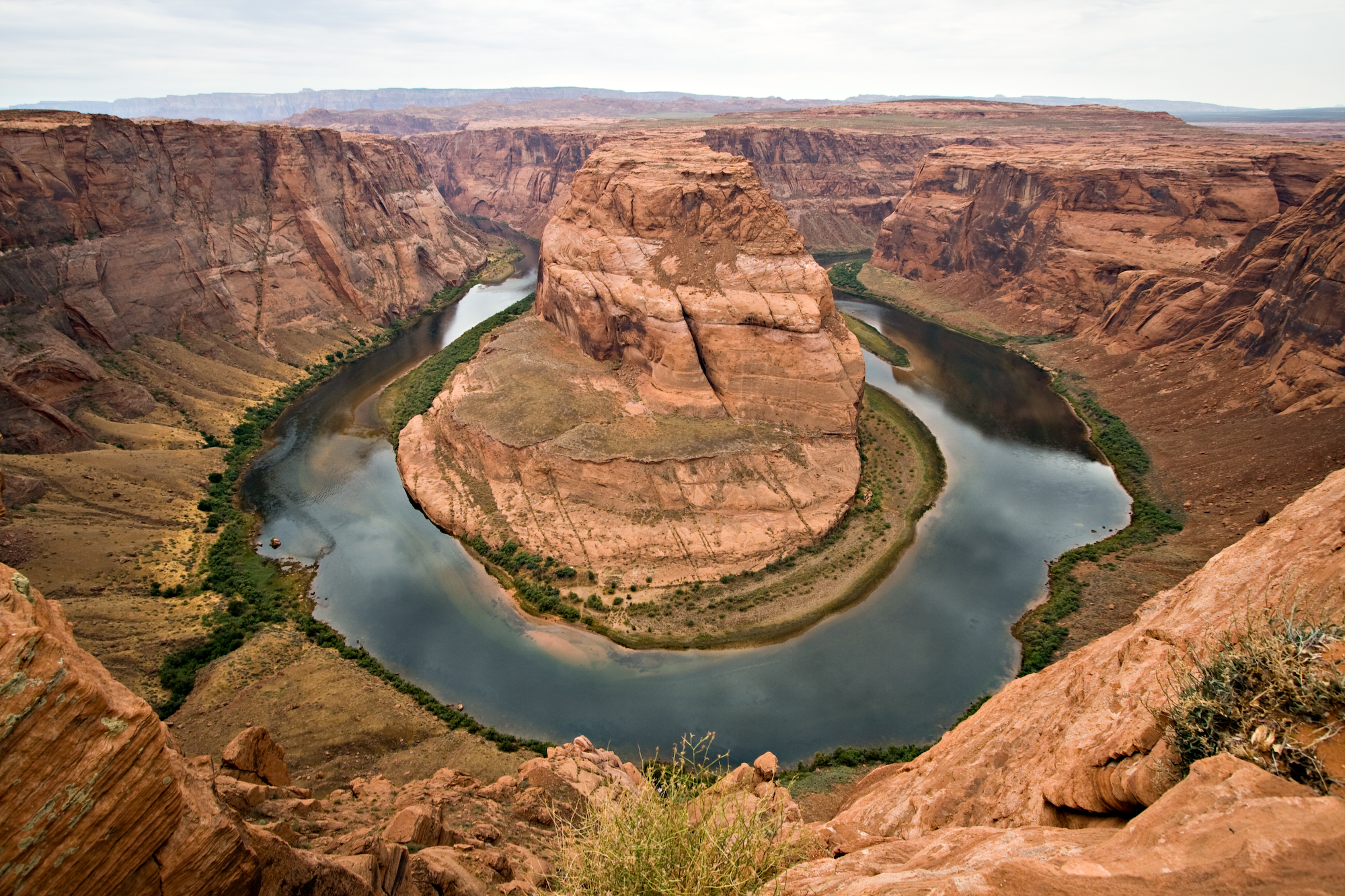
Підкововидний меандр у каньйоні річки Колорадо, США.

Еро́зія (від лат. erosio «розʼїдання») — процес руйнування ґрунту або гірських порід водним потоком (водна ерозія), вітром (вітрова ерозія, або дефляція), льодом. Ерозія — один з головних зовнішніх (екзогенних) чинників формування рельєфу земної поверхні. Частина процесу денудації. Розрізняють схилову й руслову водну ерозію. У результаті водної ерозії утворюються яри, балки, річкові долини тощо. Крім Землі, явища ерозії спостерігаються й на інших планетах Сонячної системи, зокрема на Марсі.

## Різновиди

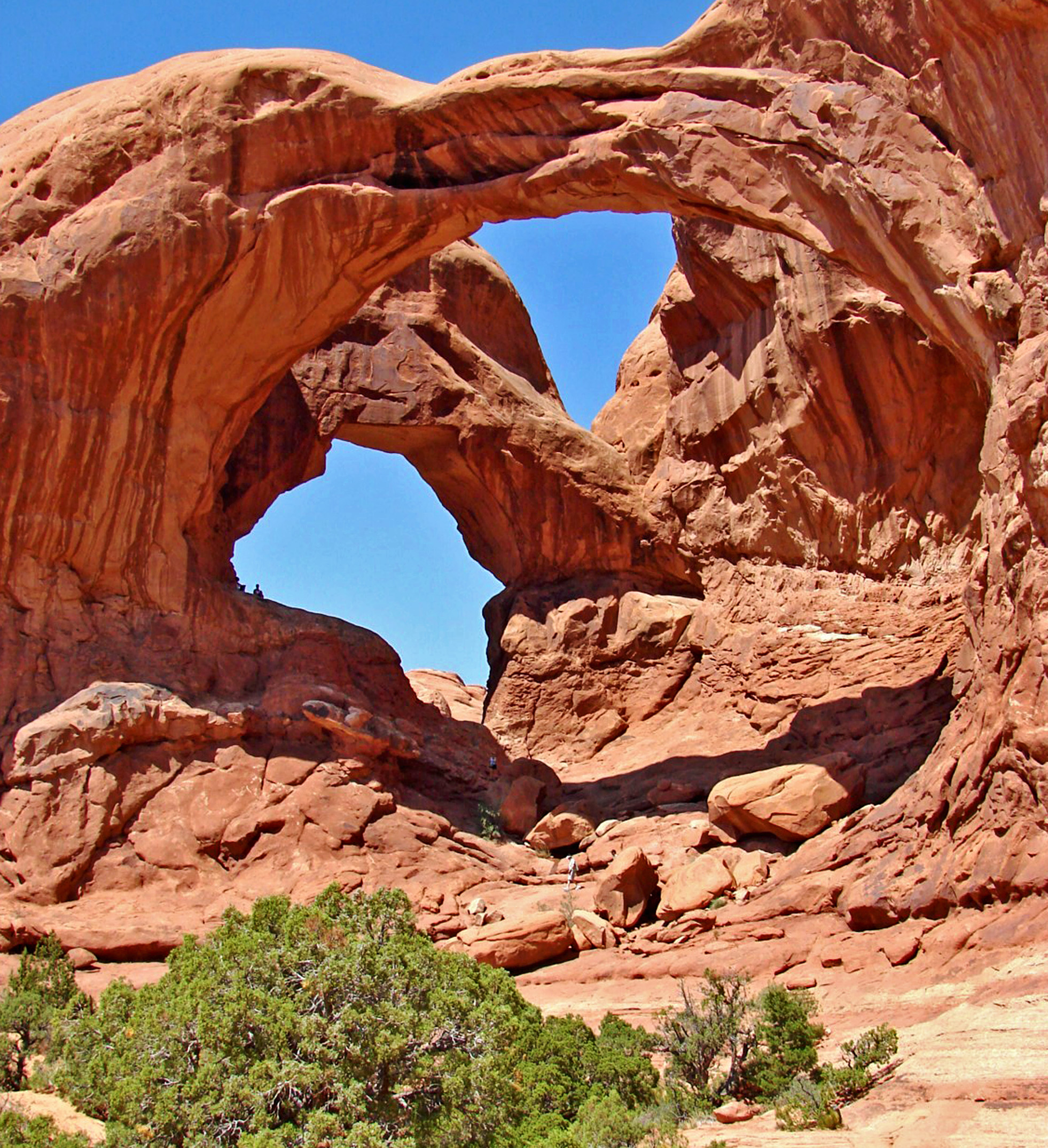
Результат ерозії: подвійна природна арка в національному парку Арки (США)

Вибіркова ерозія (англ. differential erosion, selective erosion; нім. selektive Erosion f) — вибіркове руйнування ґрунту або гірських порід дією проточної води. Спостерігається в районах виходу на земну поверхню піддатливих розмиву глинистих порід або в зонах сильного дроблення порід вздовж тріщин, розломів, скидів тощо. Синонім — ерозія селективна.
Регресивна ерозія (англ. retrogressive erosion, headward erosion, backward erosion; нім. rückschreitende Erosion f, rückwärtsschreitende Erosion f) — процес руйнування і змиву гірських порід поверхневим водотоком, який розповсюджується від низів'я вверх за течією. Веде разом з глибинною ерозією до формування поздовжнього профілю рівноваги. Може також спричиняти(зазвичай у гірських країнах) головні перехвати річок сусідніх басейнів. Синонім — відступаюча ерозія.
Повний цикл ерозії — завершений ерозійний цикл, який привів до заключної стадії розвитку рельєфу — пенеплену.

## Ерозія ґрунту та її види

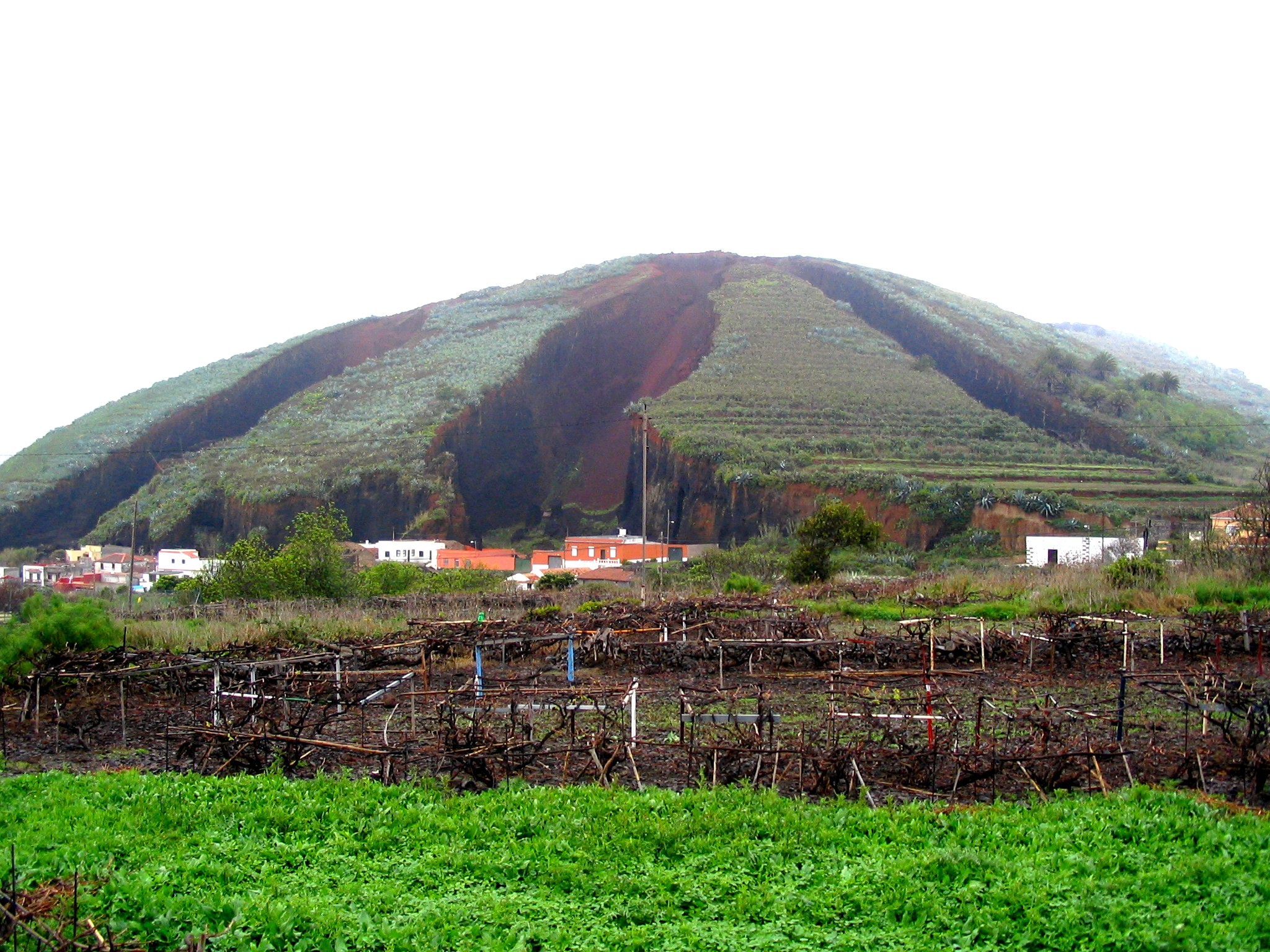
Інтенсивне вирощування культурних рослин на незакріплених вулканічних ґрунтах в умовах морського клімату призводить до швидкого розвитку ерозії. Схили вулканічного конуса Ель-Палмар, Тенерифе, Канарські острови.

Ерозія ґрунту (від лат. erosio — роз'їдання) (англ. soil erosion; нім. Bodenerosion) — це процес руйнування верхнього найродючішого шару ґрунту і підґрунтя під впливом природних та антропогенних чинників. Залежно від чинників руйнування ґрунту, розрізняють водну, вітрову, антропогенну ерозію.
За ступенем прояву ерозію ґрунтів поділяють на нормальну і прискорену.
- Нормальна, або геологічна ерозія проявляється у природних умовах (без втручання людини) і відбувається повільніше, ніж формування профілю ґрунту під час процесів ґрунтоутворення. Вона спостерігається на цілинних землях, у лісах, на луках і зазвичай не веде до утворення еродованих ґрунтів.
- Прискорена, або антропогенна ерозія виникає внаслідок нераціональної господарської діяльності людини і відбувається інтенсивніше, ніж процеси ґрунтоутворення. Вона призводить до утворення еродованих ґрунтів.

### Водна ерозія

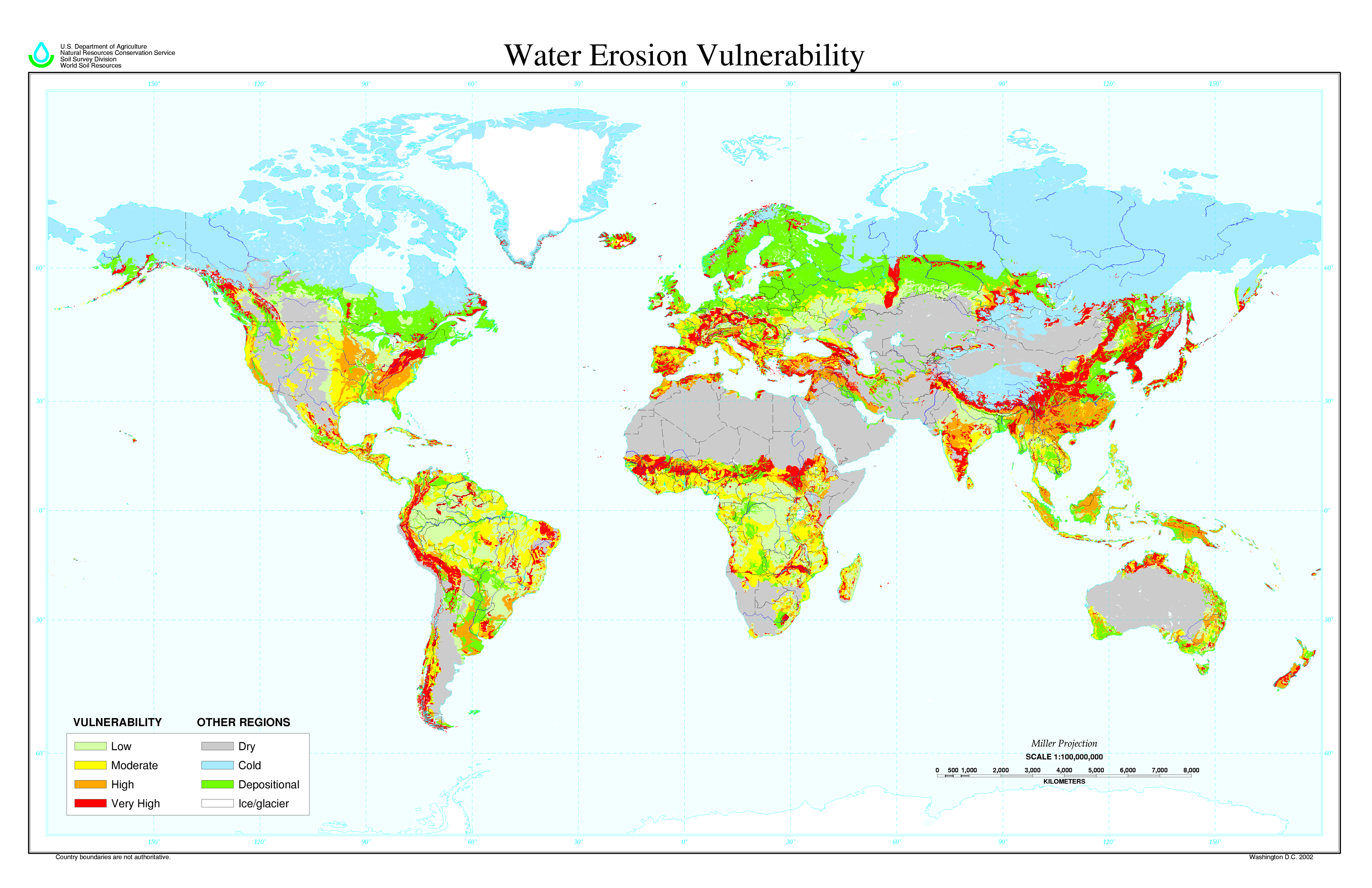
Карта поширення водної ерозії у світі.

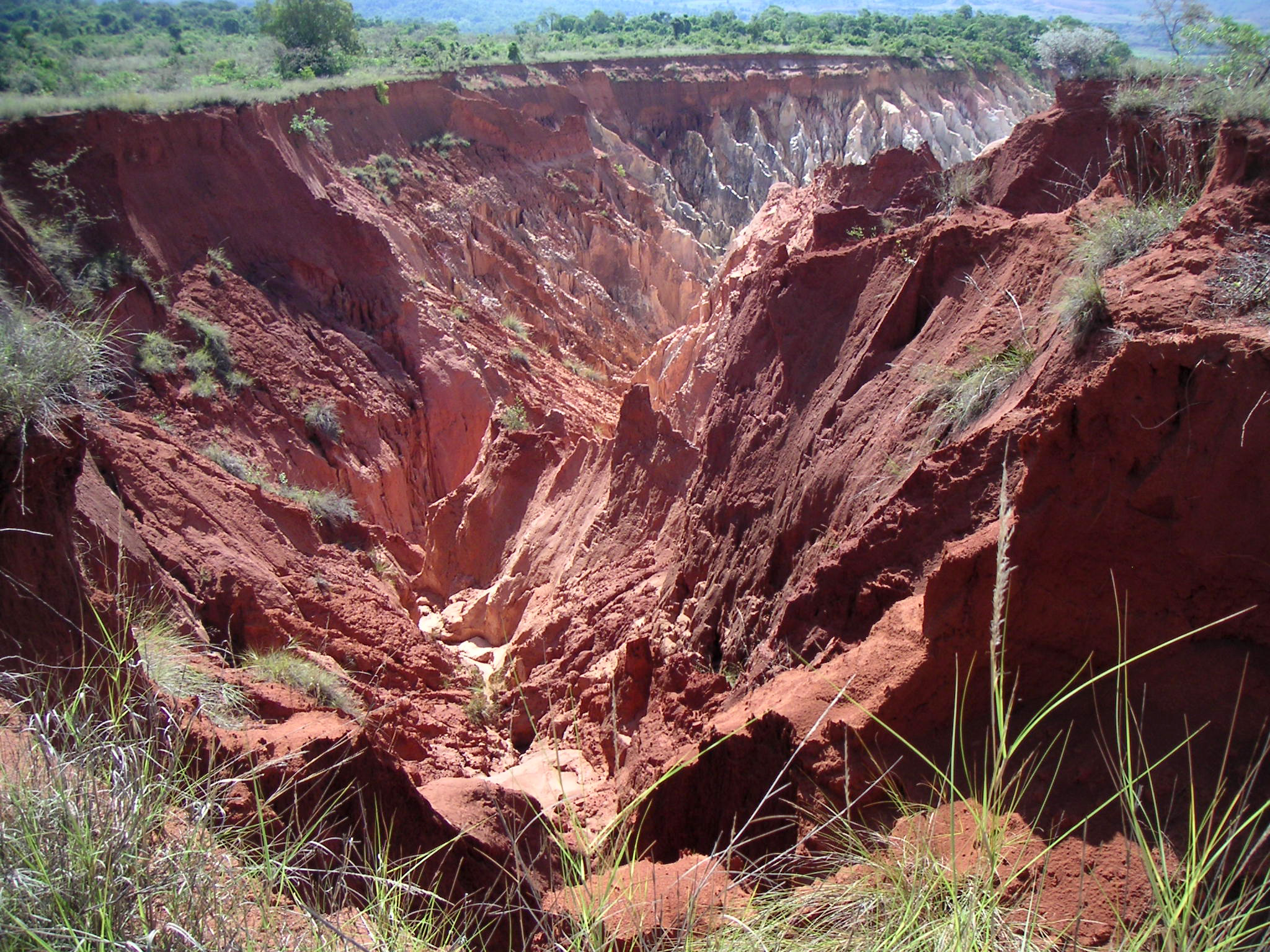
Утворення ярів-лавака та бедленду внаслідок водної ерозії. Мадагаскар.

Водна ерозія проявляється у змиванні верхнього шару ґрунту або розмиванні його в глибину під впливом талих, дощових і поливних (іригаційних) вод.
За характером руйнування ґрунту водна ерозія поділяється на:
- краплинну — роздроблення агрегатів ґрунту ударами дощових крапель, внаслідок чого шпарини ґрунту забиваються мулистими фракціями, зменшується водопроникність і посилюється поверхневий стік і змив ґрунту;
- площинну, або поверхневу, коли ґрунт рівномірно змивається невеликими струмками талих і дощових вод по всій поверхні площі;
- лінійну, або глибинну, коли ґрунт розмивається углиб концентрованими потоками води;
- іригаційну, яка виникає в умовах неправильно організованого зрошення на схилових землях, коли по лінії течії поливної води є схили, здатні до розмивання.

Розвиток водної ерозії тісно пов'язаний з рельєфом місцевості. Зазвичай руйнування ґрунтів починається на схилах крутизною 1-2°. За ступенем змитості ґрунти поділяються на слабко-змиті, середньо-змиті, сильно-змиті та розмиті. Ступінь змитості ґрунту визначається порівнянням профілю еталонного (незмитого) ґрунту з профілем змитого. Вважається, що у слабкозмитих ґрунтах змито не більше половини гумусового горизонту Н, у середньозмитих — змито понад половину гумусового горизонту, у сильнозмитих — верхню частину перехідного (ілювіального) горизонту. У розмитих ґрунтах ерозією зруйновано весь профіль, і на поверхню виходять ґрунтотворні породи.

### Вітрова ерозія

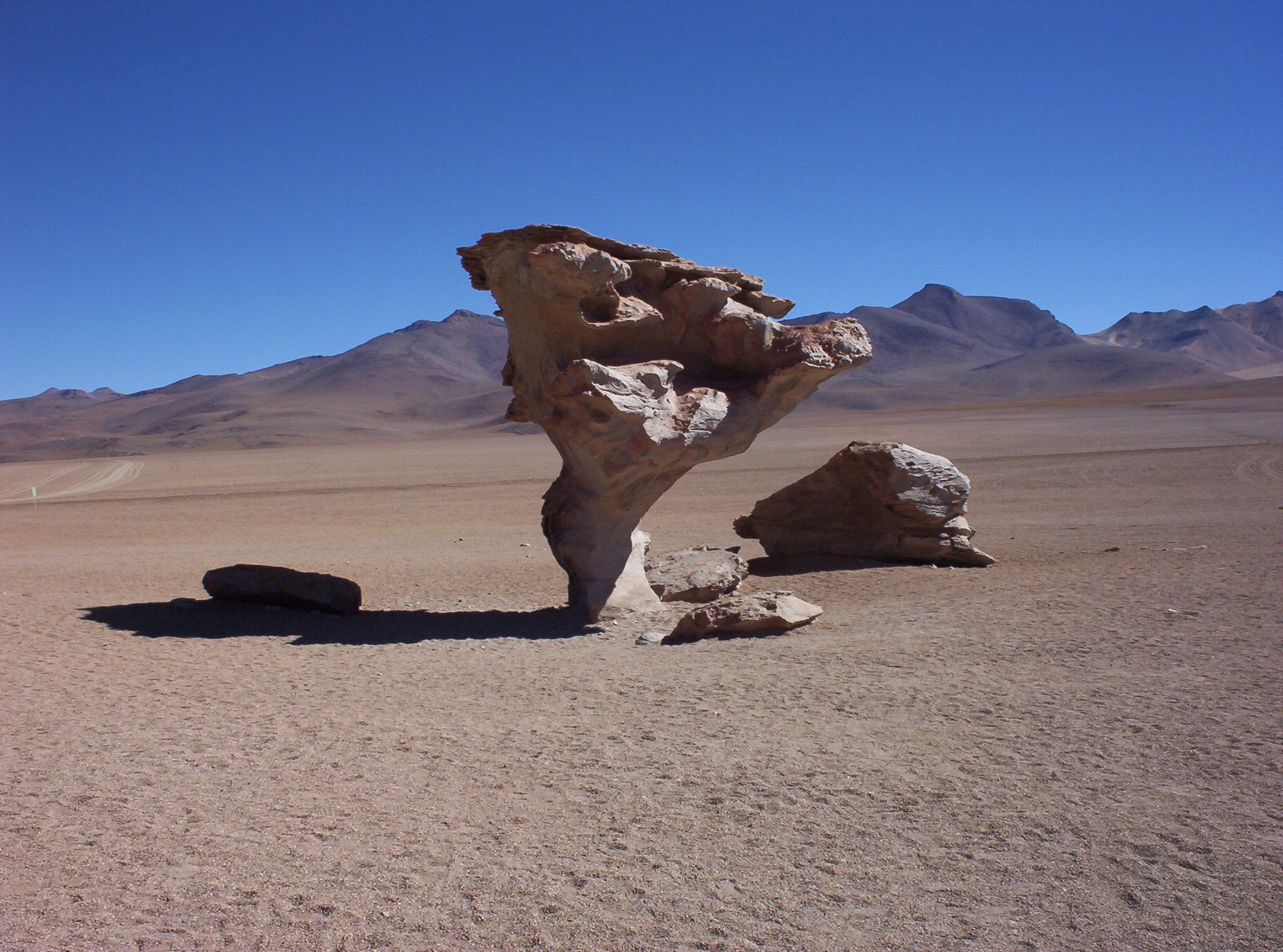
Кам'яні останці, утворені вітровою ерозією. Солончак Уюні, Болівія

Вітрова ерозія, або дефляція, виникає за умови сильних вітрів, які видувають ґрунт. Інтенсивність видування ґрунту значною мірою залежать від його гранулометричного складу і вмісту в ньому гумусу. Зокрема, на ґрунтах супіщаного гранулометричного складу вітрова ерозія починає проявлятися при швидкості вітру 3-4 м/с, на легкосуглинкових — 4-6 м/с, на важкосуглинкових — 5-7 м/с і на глинистих — 7-8 м/с. Пісок (0,05-0,10 мм) переміщується при швидкості вітру З−3,5 м/с на висоті 15 см. Частки ґрунту розмірами 0,25 мм переносяться вітром у повітрі. Якщо збільшується сила вітру — зростає інтенсивність вітрової ерозії.
Розрізняють зони дефляції, звідки видувається ґрунт, і зони акумуляції, де він нагромаджується. У зоні акумуляції на суглинкових ґрунтах утворюються наносні ґрунти, а під час розвіювання пісків — похований під них ґрунт.
Розрізняють два типи вітрової ерозії:
- Повсякденну дефляцію спричинюють вітри навіть малих швидкостей (5 м/с), відбувається вона повільно і непомітно, переважно на піщаних, супіщаних і карбонатних ґрунтах. За цього виду дефляції можуть спостерігатись оголення насіння, загорнутого у ґрунт, а також пошкодження молодих сходів рослин. Найсильніше повсякденна дефляція проявляється на вітроударних схилах, які не захищені лісосмугами.
- Пилові бурі (чорні бурі в Україні) найактивніший і найшкідливіший вид дефляції. Такі бурі виникають під впливом сильного вітру (зі швидкістю понад 12-15 м/с) і можуть поширюватись на великі території, знищити посіви на сотнях тисяч гектарів, знести багато родючого ґрунту. Пил, що підіймається під час бур на значну висоту, може перенестися на великі відстані. Чорні бурі катастрофічне знижують родючість ґрунту не тільки в тих місцях, де вони виникають, а й завдають шкоди сільському господарству в тих районах, де відкладаються пилові маси.

Вітрова ерозія поширена там, де немає перешкод сильним вітрам, і де відсутній природний рослинний покрив, що захищає поверхневі шари ґрунту, розораного на великих площах. Локальна вітрова ерозія спостерігається і на безструктурних піщаних ґрунтах. Особливо небезпечні піски біля озер та на узбережжях морів, де часто дмуть сильні вітри.

### Антропогенний вплив
Крім водної та вітрової ерозії, виділяють ще так звані пасовищну, агротехнічну та технічну.
- Пасовищна ерозія полягає в механічному руйнуванні та переміщенні ґрунту копитами тварин на схилах балок внаслідок збільшення навантаження на обмежену площу пасовища.
- Агротехнічна ерозія зводиться до переміщення ґрунту під час його обробітку. Так, під час оранки упоперек схилу внаслідок неповного перевертання скиби вгору спостерігається осипання землі вниз по схилу. Ґрунт на схилах частково переміщується вниз і під час культивації, боронування, сівби.
- Технічна, або технологічна ерозія відбувається під час добування відкритим і підземним способами різних корисних копалин, засипання ґрунту шаром будівельного сміття під час будівництва житлових та промислових об'єктів, використання ґрунту для прокладання транспортних шляхів тощо.

## Чинники та умови виникнення і розвитку ерозійних процесів

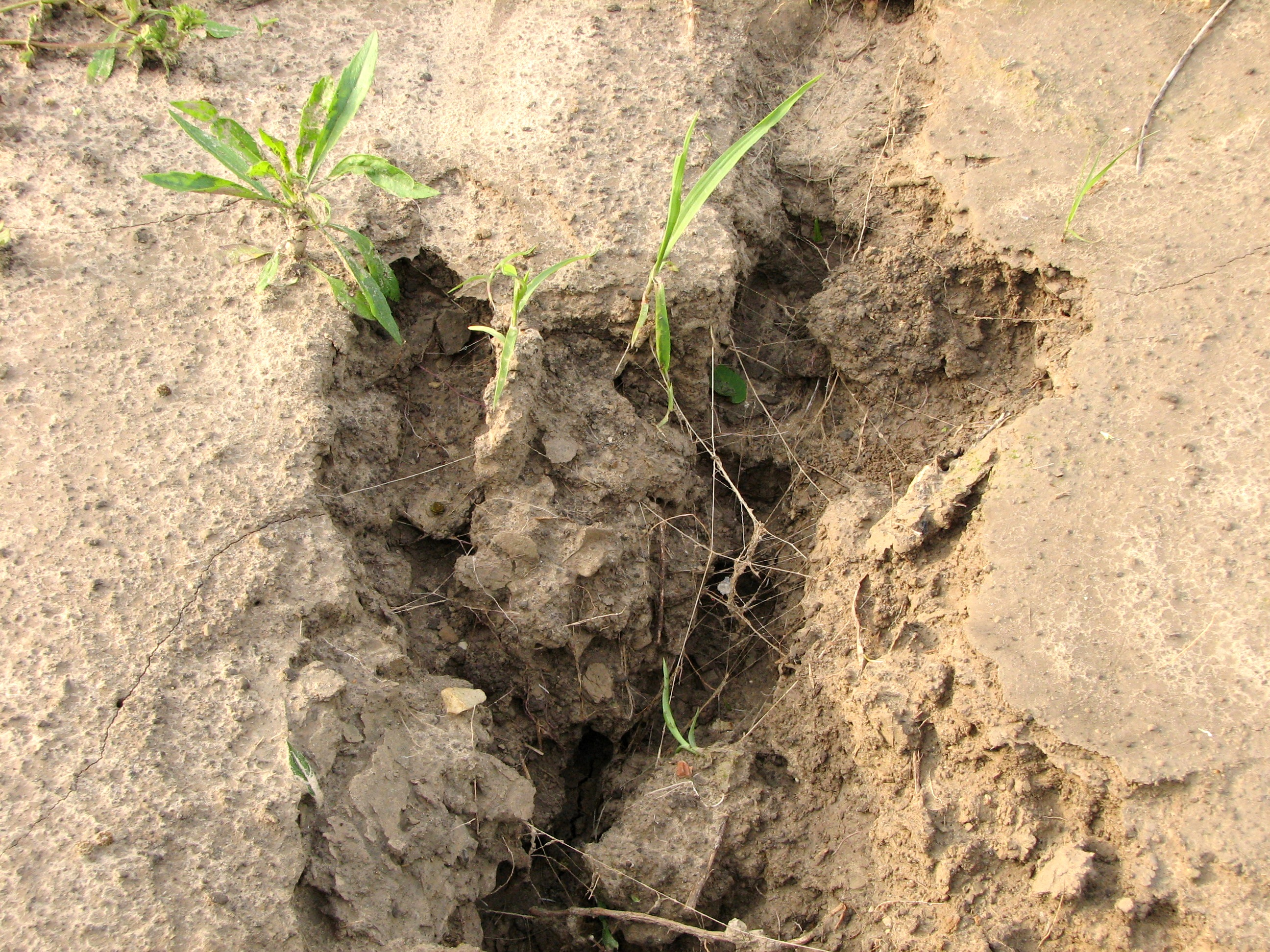
Коріння рослин протидіє водній ерозії ґрунтів.

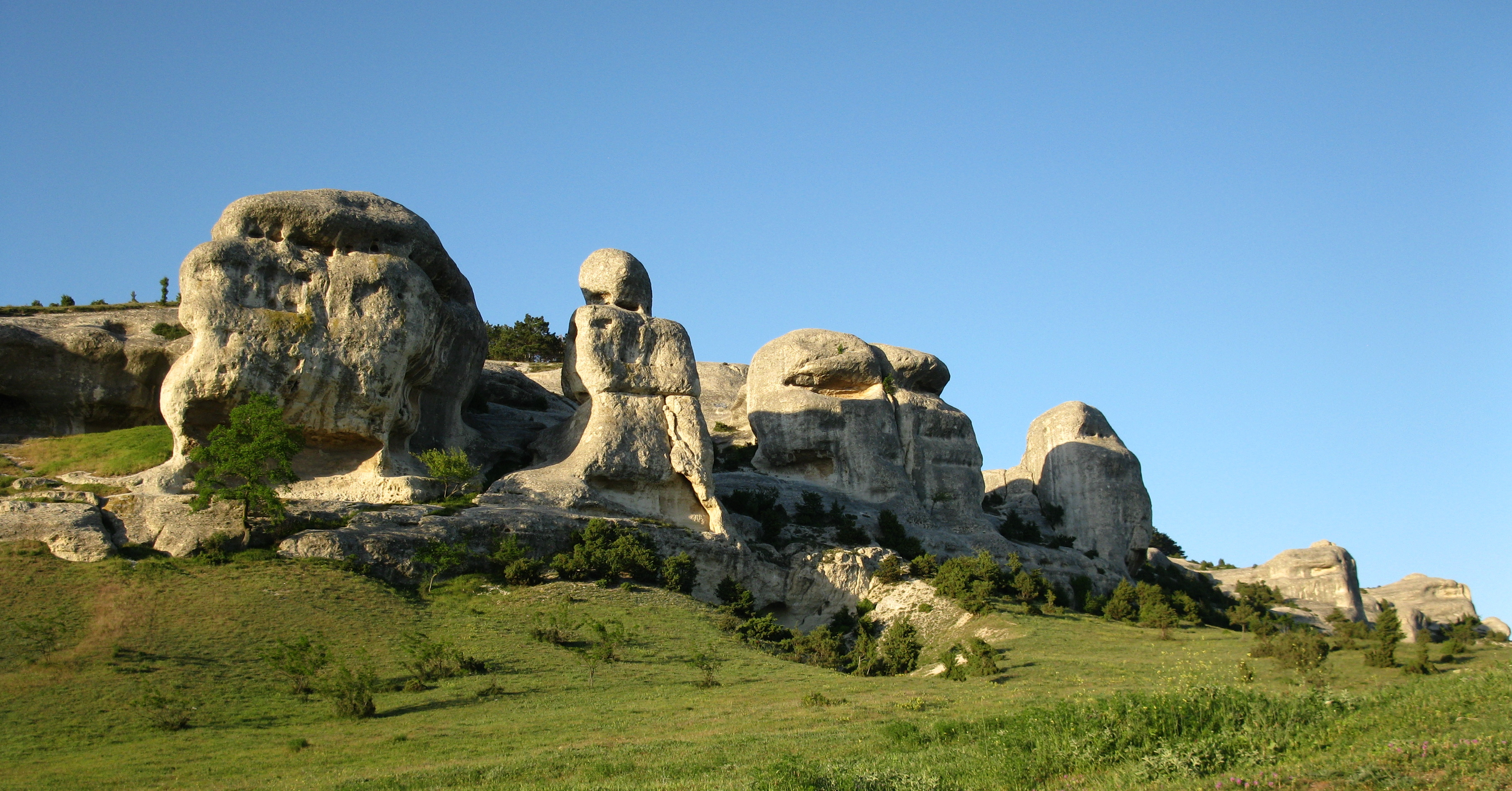
«Сфінкси» Чурук-Су, утворені вітровою ерозією схилів Кримських гір, Україна.

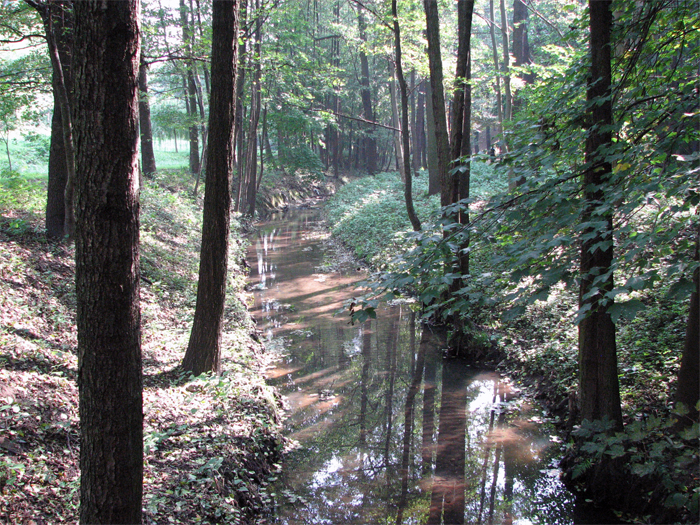
Заліснення значно уповільнює як водну, так і вітрову ерозію навіть крутих схилів. Катовиці, Польща.

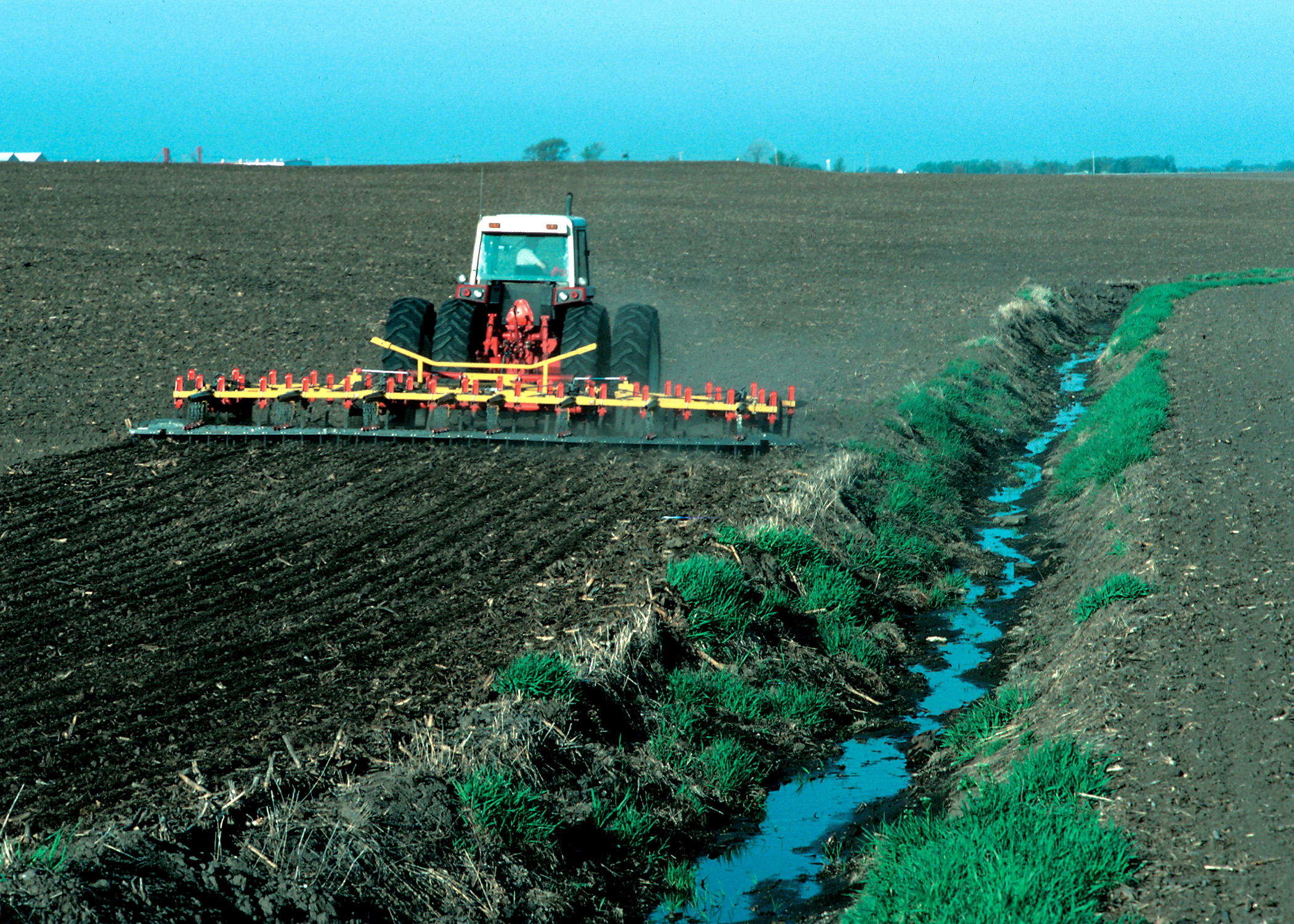
Надмірне розорювання без залишку буферних земель навколо водних потоків призводить до прогресуючого розвитку водної ерозії.

Чинники, які впливають на виникнення та інтенсивність ерозійних процесів, ділять на дві групи: природні та соціально-економічні, пов'язані з господарською діяльністю людини. Сучасна ерозія, як правило, проявляється у випадку поєднання обох груп чинників. Природні чинники створюють умови для виникнення ерозії, а неправильна виробнича діяльність людини є основною причиною, що призводить до інтенсифікації її розвитку. До природних чинників належать рельєф місцевості, клімат, опади, вітер, температура повітря, рослинність та, власне, ґрунт.
Основними чинниками розвитку водної ерозії є особливості та інтенсивність випадання опадів, товщина снігового покриву, глибина промерзання ґрунту, інтенсивність танення снігу, а також рельєф місцевості — крутизна і довжина схилів, їх форма. Так, на схилах з опуклим профілем на верхніх ділянках (при крутизні до 2°) змивання ґрунту не спостерігається, а із збільшенням крутизни вниз по схилу інтенсивність змивання ґрунту підвищується. Зокрема, доведено, що ерозійні процеси найбільш виражені на коротких схилах (100—200 м), де середня крутизна досягає найвищих значень (2,8-3°). Якщо довжина схилів 700 м і більше, то середня їх крутизна зменшується до 1,50-2,08°, відповідно знижується й еродованість ґрунтового покриву.
Відповідно до рельєфу вітрова ерозія насамперед проявляється на випуклих ділянках поверхні та на схилах з переважаючими вітрами. Визначальним чинником процесів ерозії, як і ґрунтоутворення, є кліматичні особливості будь-якого району. При цьому найважливіше значення має кількість атмосферних опадів та їх інтенсивність, швидкість вітру. Наприклад, у степовій зоні інтенсивність водно-ерозійних процесів переважно визначається кількістю опадів у вигляді злив і меншою мірою стокових вод. У лісостепу змивання та розмивання ґрунтів однаковою мірою залежить від стоку зливових і талих вод, хоч у загальному об'ємі поверхневого стоку більшу частину займають талі води. На Поліссі на інтенсивність ерозійних процесів впливають кількість опадів у вигляді снігу та швидкість його танення.
Запаси води у сніговому покриві на початок весняного сніготанення, які визначають величину стоку талих вод і вологозабезпеченість ґрунту у весняний період, становлять у середньому 20-40 мм з відхиленням від 10 мм у південних районах Степу до 70 мм і більше на Поліссі. Висота снігового покриву і запаси вологи та снігу зменшуються з північного заходу на південний схід.
Територія України є своєрідним районом інтенсивних атмосферних процесів. Циркуляція повітряних мас визначає систему панівних вітрів: на заході переважають вітри західних румбів, що несуть потік повітря з Атлантики, на сході — південно-східних та південних, зумовлені наявністю сибірського антициклону. Внаслідок зіткнення теплої повітряної маси з холодним вітровим бар'єром вітер посилюється до 25-30 м/с і більше, що призводить до буревію та пилових бур. Залежно від вітрової активності, в Україні виділяють декілька провінцій. Провінція найактивнішої дефляції розташована на південному сході (південні частини Миколаївської, Запорізької, Донецької, Луганської і Херсонської областей).
Ступінь розвитку вітрової ерозії залежить від пилоутворювальної площі, під якою розуміють розорані землі, не розмежовані перешкодами (смугами, полями багаторічних трав тощо). Із збільшенням таких площ підвищується швидкість вітру над поверхнею ґрунту, насиченість повітряного потоку пилом і відповідно руйнівна сила його (лавинний ефект). Виникнення та розвиток вітрової ерозії значно залежить від гранулометричного складу ґрунту. У природному стані видуваються легкі ґрунти — піщані та супіщані. Легко видуваються розорані карбонатні чорноземи та карбонатні темно-каштанові ґрунти.
Рослинний покрив виконує суто ґрунтозахисну роль. Чим краще він розвинений, тим слабше проявляється ерозія. Це пояснюється тим, що корені рослин міцно скріплюють ґрунтові частинки і як своєрідна «арматура» перешкоджають змиву, розмиву й розвіюванню ґрунту. Надземний покрив рослин приймає на себе ударну силу дощових крапель, оберігаючи структурні окремості ґрунту від руйнування дощовими краплями або ослаблюючи їх дію. Густа рослинність різко сповільнює швидкість поверхневого стоку, сприяючи кращому поглинанню води, а також затримує ґрунтові частки, які змиваються з верхніх частин схилів.
Дернина і підстилка, володіючи високою вологоємкістю і доброю водопроникністю, легко вбирають воду і добре зберігають у мінеральному верхньому горизонті некапілярні шпарини, створені ґрунтовою фауною та коренями.

## Шкода внаслідок ерозії ґрунтів

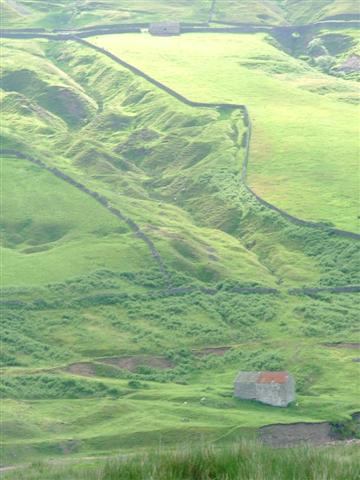
Розростання яружно-балочної мережі на схилах сільськогосподарських земель. Істсайд, Велика Британія.

Шкода внаслідок ерозії ґрунтів надзвичайно велика й різноманітна.
Еродований ґрунт втрачає значну кількість гумусу. Наприклад, у темно-сірих опідзолених ґрунтах слабо- і середньозмитих (Київська область), порівняно з незмитими, вміст гумусу відповідно зменшився на 0,2 і 0,3 %, а запаси у метровому шарі — на 30 і 50 т/га. Ще більші втрати гумусу спостерігаються у опідзолених чорноземах (Черкаська область). Так, якщо у незмитих ґрунтах вміст гумусу в шарі 0-20 см дорівнює 3,9 %, то у слабозмитих 3,3 %, а в середньозмитих — 3,0 %. При цьому із запасів гумусу в метровому шарі незмитих ґрунтів — 432 т/га, у слабозмитих вони становлять 194 т/га, тобто на 238 т/га менше, ніж на незмитих. Дещо менший спад вмісту гумусу в шарі 0-20 см і менші його запаси у метровому шарі в чорноземах типових (Тернопільська область), південних (Запорізька область), а також у темно-каштанових (Запорізька область) ґрунтах. Доведено, що із змиванням кожного сантиметра гумусового горизонту потенційна врожайність зерна знижується на 0,5-2,0 ц/га, а з втратою 1 т гумусу запаси корисної енергії у ґрунті зменшуються на 0,9-1,1 кДж/га.
За даними Інституту землеробства УААН у разі змиву 150 т/га ґрунту втрати поживних речовин внаслідок ерозії в Україні щороку становлять: сульфату амонію — 629 тис. т, суперфосфату — 290 тис. т і калійної солі 210 тис. тон. Такої кількості туків достатньо для вирощування 875 тис. тон зерна. В еродованих ґрунтах істотно знижується не тільки кількість макро-, але й мікроелементів, особливо марганцю і міді.
На схилових землях не використовується значна частина опадів внаслідок збільшення поверхневого стоку, особливо під час танення снігу. А це дуже небажано для південних областей України, де випадає мала кількість опадів.
Лінійна водна ерозія зменшує площу орних земель за рахунок розвитку ярів, замулювання ґрунтів на заплавах, ставків, водоймищ, річищ річок, зрошувальних каналів тощо.
Внаслідок вітрової ерозії руйнується ґрунтовий покрив, забруднюється повітря, що завдає великих збитків і шкодить здоров'ю людей. Вітрова ерозія шкідлива для посівів. Найчастіше ґрунтовими частками під час пилових бур пошкоджуються ніжні весняні сходи цукрових буряків, соняшнику і кукурудзи. Часом із ґрунтом здуваються і рослини, які вже вкоренились.

## Методи досліджень ерозійного рельєфу
Методів, які застосовують для вивчення сучасних процесів водної ерозії, є досить багато. Вони допомагають з’ясувати темп розвитку процесів на сучасному етапі, чинники та закономірності прояву процесів, основні тенденції розвитку, оцінити ефективність різних протиерозійних заходів. Мета всіх методів полягає у забезпеченні можливості прогнозу їхньої активізації на найближче майбутнє та запобігання негативних наслідків дії на довкілля. Виділяємо такі методи досліджень проявів водної ерозії: 1) польових параметричних обчислень; 2) дистанційних досліджень; 3) картографічні та геоінформаційно-картографічні; 4) моделювання й експериментів. Залежно від об’єкта дослідження ці методи поділяємо на два різновиди: методи вивчення форм лінійної ерозії та методи досліджень площових змивів.
Польові методи
1.1. Метод натурного спостереження.
Дають такі характеристики ярів:
– належність до однієї з класифікаційних груп: вершинні, схилові, берегові чи донні; первинні чи вторинні; прості, розгалужені, складнорозгалужені;
– глибина та ширина вздовж брівки, параметри верхніх, середніх і нижніх частин яру;
– стадія формування яру;
– породи, які прорізає яр: корінні, пухкі, змішані;
– тип поздовжнього профілю: похилий, крутий, східчастий, “водоспадний” (з перепадом висот понад 1 м) (за Б.П. Любімовим, 1988);
– тип поперечного профілю: симетричний ящикоподібний з плоским днищем; коритоподібний; V-подібний з крутими схилами; каньйоноподібний з прямовисними схилами; асиметричний з одним похилим, а іншим крутим бортом;
– площа водозбору;
– тип водозбору: лійкоподібний, прямий, розсіюючий;
– типи вершин і ознаки росту вздовж них: похилі, задерновані, практично незростаючі; з перепадом висот 1–3 м, незадерновані, зростаючі, з щорічним приростом 2–3 м; з перепадом висот від 3 до 10 м, активно зростаючі, з щорічним приростом до 10 м; катастрофічно зростаючі вершини зі щорічним приростом понад 10 м і перепадом висот понад 10 м;
– процеси, які розвиваються на стінках яру (обвалювання, борозенчаста ерозія, опливини, осипи);
– характер рослинності на схилах яру: задернований, з деревною рослинністю, оголений;
– крутість, форма і довжина схилу, на якому розташований яр;
– головні чинники формування яру;
– види природокористування, в межах яких розвивається яр (у лісі, на межі сільськогосподарських угідь, у межах лучно-степових ділянок тощо); – наявність протиерозійних споруд;
– рекомендації зі зменшення та регулювання лінійної ерозії в ярі. Для балок характеристика подібна до опису яру, проте додають таке:
– наявність тераси та її морфометричні показники;
– наявність конуса виносу, його параметри, склад пролювіальних накопичень.
Типи конусів винесення й ознаки динаміки форм вздовж них такі: малого об’єму, задерновані, з малою динамікою щорічного приросту; великого об’єму, незадерновані, зі значним щорічним приростом завдяки балковим виносам.
Площові змиви описують за схемою: – площа території, охопленої змивами;
– площа ділянок із слабким, середнім і сильним змивом. Ступінь змиву визначають за кольором орного горизонту, за кількістю втраченого гумусу, за зменшенням запасів гумусу;
– наявність дрібних борозен на поверхні змиву, їхні параметри;
– характеристика ґрунтового профілю: звертають увагу на його морфологічні особливості, які є діагностичною ознакою еродованості;
– ґрунтотвірні породи, які виорюються на поверхню;
– морфологічні характеристики схилів, на яких відбуваються змиви (крутість, довжина, форма, експозиція);
– площі полів, напрям оранки стосовно падіння схилу;
– сільськогосподарські культури на полях зі змивами;
– заходи з послаблення дії площової ерозії.
1.2.Для дослідження інтенсивності лінійної ерозії, зокрема, активності процесів у ярах чи балках, застосовують: - метод реперів; - метод фотографічного та стереографічного наземного знімання.
1.3.Для дослідження інтенсивності площової ерозії використовують: - метод борозен; - метод стокових майданчиків; - метод вимірювання об'ємів наносів.
Дистанційні методи
2.1.Теодолітне (цифрове стереофототеодолітне знімання).
2.2.Лазерне 3d-сканування.
2.3.Аерофотознімання та знімання з безпілотників.
2.4.Космознімання.
2.5.РЕМ-стереофотограмметрія.
Картографічні та геоінформаційно-картографічні методи
3.1.Картографування.
3.2.Геоінформаційне картографування.
Методи моделювання та експериментів
4.1.Фізичне (натурне) моделювання та експеримент.
4.2.Уявне математичне моделювання.
4.3.Комп’ютерне моделювання.

## Еколого-економічна оцінка збитків унаслідок ерозії ґрунтів

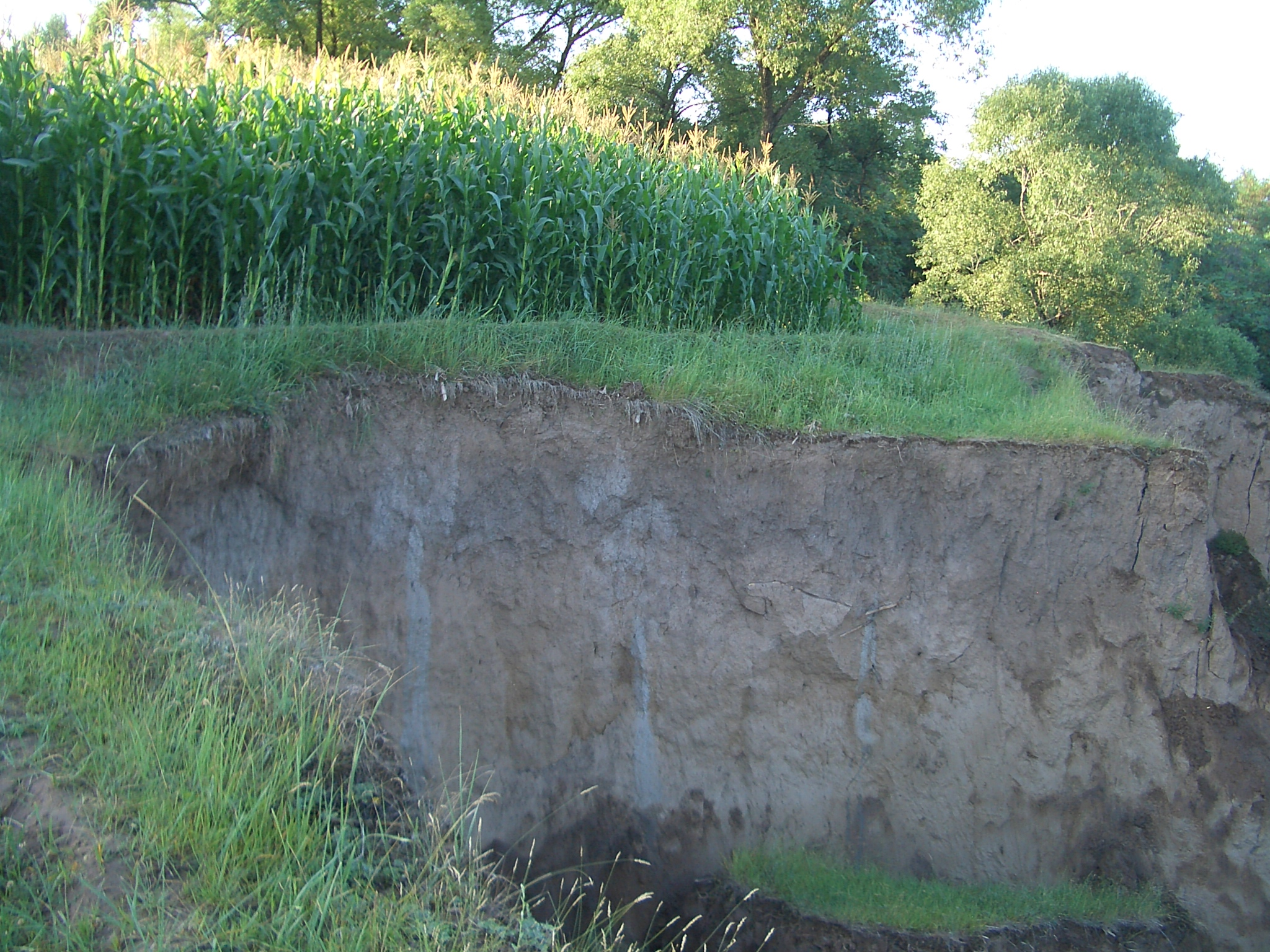
Втрата сільськогосподарських угідь на схилах Лесового плато внаслідок водної ерозії. Ганьсу, Китай.

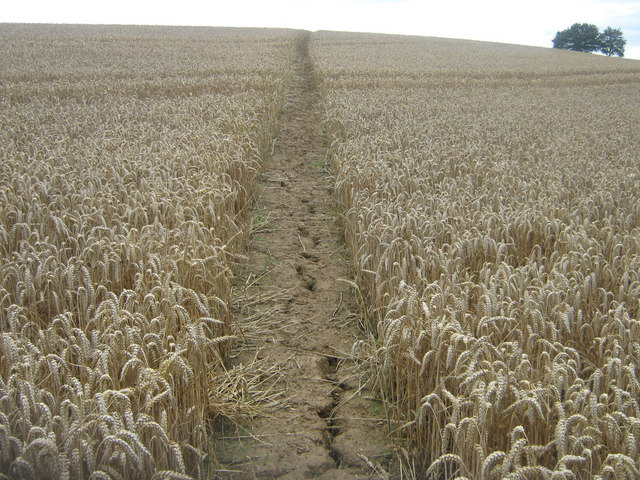
Незахищені рослинністю ділянки розораних ґрунтів відразу ж піддаються водній ерозії.

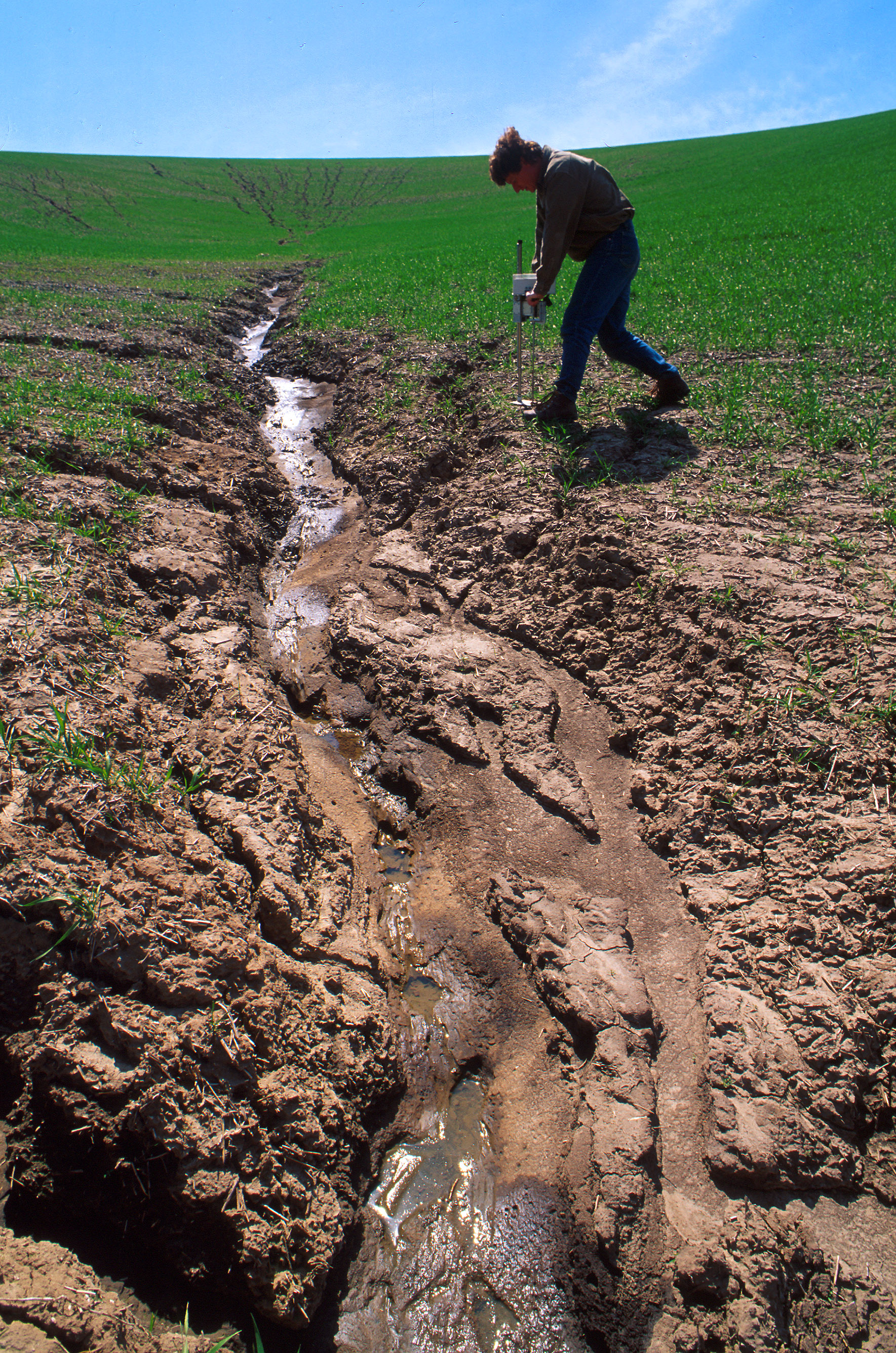
Водна ерозія ґрунтів — це не лише структурні порушення, але й, в першу чергу, збіднення на вміст гумусу та мікроелементів.

Суть збитків унаслідок ерозії полягає насамперед у втраті ґрунтом основної якісної оцінки — родючості за рахунок прискореного змиву і розмиву ґрунту та видування його вітром. При цьому втрачається верхній найродючіший шар ґрунту, який містить гумус, поживні речовини (азот, фосфор і калій), мікроелементи і біологічно активні речовини. Під час розмиву ґрунту утворюються яри, в результаті чого угіддя втрачають не тільки родючість, але й саму площу. Землі переходять у розряд закинутих, не придатних для сільськогосподарського використання.
Прямі збитки внаслідок ерозії ґрунтів рекомендується характеризувати такими кількісними показниками:
- площею змитих і зруйнованих ярами земель;
- товщиною шару родючого ґрунту, яка змита з поверхні або повністю знищена ярами;
- об'ємом і масою втраченого ґрунту;
- масою гумусу та основних поживних елементів (азоту, фосфору і калію), які містяться у втраченому ґрунті;
- зменшення довжини гонів через ріст ярів;
- збільшення питомого опору змитих ґрунтів;
- масою відповідної кількості органічних і мінеральних добрив, якими можна відновити родючість, втрачену в результаті ерозії.

Першим наслідком прямих фізичних збитків унаслідок ерозії є зниження родючості ґрунту, а отже, й врожайності сільськогосподарських культур, другим — збільшення ресурсів на обробіток еродованих земель через підвищення питомого опору ґрунту і коротших гонів. Так, наприклад, у разі зменшення вмісту гумусу в ґрунті з 6 до 2 % щільність складення його зростає на 50 %, а водопроникність ґрунту і його вологість — у 15-20 разів. Крім того, наслідком використання еродованих земель є необхідність застосування на них підвищених норм висіву сільськогосподарських культур через те, що частина насіння змивається, а друга частина не сходить у результаті погіршення умов проростання. Для характеристики всіх видів економічних збитків унаслідок ерозії необхідно враховувати такі два критерії:
- суму збільшення приведення втрат;
- суму втрат чистого прибутку.

Для одержання цих критеріїв необхідно визначати такі вихідні економічні показники:
- приріст прямих витрат на ліквідацію наслідків ерозії;
- вартість валової продукції недобору врожаю з еродованих земель;
- збільшення прямих витрат в результаті використання еродованих земель;
- повну середньорічну (звітну) собівартість одиниці сільськогосподарської продукції по області за попередні п'ять років;
- структуру повної собівартості одиниці продукції з виділенням в її складі питомої ваги зарплати і матеріальних витрат;
- прямі витрати на збирання, транспортування і доробку одиниці продукції;
- приблизне співвідношення застосовуваних і використовуваних фондів й оборотних матеріальних засобів під час проведення обробітку;
- коефіцієнти щорічного погашення капітальних вкладень на меліорацію еродованих ґрунтів, економічної ефективності капітальних вкладень для галузей сільського господарства та економічної ефективності капітальних вкладень у господарство країни в цілому;
- структуру прямих витрат на меліорацію еродованих земель і виділення її у складі прямої зарплати і матеріальних витрат.

## Боротьба з ерозією
Крім водної та вітрової ерозії, іноді на схилах різної крутості спостерігається спливна ерозія. Ґрунтовий покрив перенасичений ґрунтовими або талими водами, може поступово або й раптово спливати, внаслідок чого зносяться його родючі шари. Пізніше це може призвести до яружної ерозії.
Останнім часом у деяких районах зрошування спостерігається іригаційна ерозія від зрошування ґрунту напуском води й, зокрема, від його дощування. Неправильне зрошування може призвести до засолювання ґрунтів. Ґрунтові води піднімаються до поверхні. Після випаровування води розчинні солі, що містяться в ній, залишаються в приповерхневих шарах, що зумовлює їх засолення. Щоб запобігти цим явищам, треба проводити хімічний аналіз вод і відповідно визначати спосіб зрошування.
Завдання охорони ґрунтів полягають у втіленні в життя науково обґрунтованої системи організаційно-господарських, агротехнічних лісомеліоративних та гідротехнічних заходів, спрямованих на раціональне використання земельних ресурсів, збереження й підвищення родючості ґрунтів, відтворення їхньої продуктивності з метою найкращого використання всіх біологічних можливостей наземних екосистем. Ефективність цих заходів залежить від глибини якісних змін у ґрунтовому покриві, викликаних стихійним або антропічним впливом, а також від фізико-географічних і насамперед ґрунтово-кліматичних умов.
Організаційно-господарські заходи передбачають вирощування на крутосхилах лісів, які їх надійно захищають, або садів. Вздовж водних артерій виділяються спеціальні захисні ліси водорегулюючого значення. На схилах з малопотужним ґрунтом, що легко руйнується, не можна вирощувати просапні культури, не допускається випас худоби на легких, слабко закріплених дерниною ґрунтах.
Агротехнічні заходи визначаються видом ерозії ґрунтів і типом ландшафту. Так, на землях, які зазнають водної ерозії, оранку, сівбу, культивацію ґрунту проводять поперек схилу. Така оранка зменшує в 3-4 і більше раз поверхневий стік.
Ефективним способом боротьби з водною ерозією є розміщення борозен і рядів рослин під прямим кутом до поверхневого стоку. З цією метою в умовах слабо-розсіченого рельєфу застосовують контурний обробіток ґрунту. Добрі протиерозійні результати дають ґрунтозахисні сівозміни, розміщення сільськогосподарських культур смугами, поперек схилу, залуження ґрунтів на схилах. Дуже еродовані землі треба переводити з орних на луки.
У районах поширення вітрової ерозії застосовують ґрунтозахисні сівозміни, розміщують смугами посіви й пари, висівають буферні смуги з багаторічних трав, проводять снігозатримання, безвідвальний обробіток ґрунту із залишенням стерні на поверхні полів, залуження еродованих земель. Істотне значення для боротьби з вітровою ерозією має поліпшення структури ґрунту.
Для боротьби з водною або вітровою ерозіями з успіхом застосовують мульчування ґрунтів. Матеріалом для мульчі може бути стерня, післяжнивні та післязбиральні рештки, стружка, тирса, спеціальний папір, пластмасова плівка тощо.
Для охорони ґрунтів від вітрової ерозії останнім часом застосовують і хімічні методи, які полягають у захисті поверхневого шару спеціальними хімічними речовинами.
У гірських районах протиерозійні заходи полягають у терасуванні схилів, їх залуженні (в посушливих районах), будівництві протисельових споруд, регулюванні випасання худоби. Особливе значення має збереження лісових фітоценозів, вирощування мішаних насаджень, практикування вибіркових і насіннєво-лісосічних рубок лісу.
Агролісомеліоративні заходи мають важливе значення для поліпшення мікрокліматичних умов, снігозатримання та боротьби з вітровою ерозією. На роль полезахисного лісорозведення в боротьбі із посухою та ерозійними процесами вказував ще В. В. Докучаєв. За радянський період у країні створено систему полезахисних лісових смуг, яка захищає посіви від суховіїв і чорних бур, поліпшує водний режим ґрунтів і запобігає ерозії. Урожайність зернових на захищених смугами полях підвищується на 2-3 ц/га.
Щоб зменшити руйнівну дію зливових і талих вод на полях, що прилягають до балок і ярів, створюють прибалкові і прияружні лісові смуги. Яружні системи заліснюються кущовими породами, які своїм корінням захищають ґрунт від подальшого розмивання.
Гідротехнічні споруди для боротьби з ерозією ґрунтів застосовують у тих випадках, коли інші заходи не дають належного ефекту. Вони створюються в комплексі з протиерозійними насадженнями. Для перехоплення зливових вод споруджуються спеціальні колектори, які відводять поверхневий стік. У руслах річок, де швидка течія води руйнує береги, використовують берегозакріплюючі бетонні плити, блоки тощо.

## Система ерозії
Система ерозії (англ. system of erosion) — сукупність екзогенних процесів рельєфоутворення, яка властива даному природному середовищу і викликає розчленування, та, в кінцевому підсумку, вирівнювання рельєфу земної поверхні. Частіше говорять про кліматично обумовлену С.е. Термін поширений в країнах Заходу.